# Station Brzezie nad Odrą
Station Brzezie nad Odrą is een spoorwegstation in de Poolse plaats Racibórz.